# مارینا النا برینی
مارینا النا برینی (انگلیسی: Maria Elena Berini؛ زادهٔ ۱۹۴۴) راهبه کاتولیک اهل ایتالیا است.
وی همچنین برندهٔ جوایزی همچون جایزه بین‌المللی زنان شجاع شده‌است.